# Sabirabad (raion)
Pour la ville, voir Sabirabad.
 (novembre 2018).
Si vous disposez d'ouvrages ou d'articles de référence ou si vous connaissez des sites web de qualité traitant du thème abordé ici, merci de compléter l'article en donnant les références utiles à sa vérifiabilité et en les liant à la section « Notes et références ».
Sabirabad est l'une des 78 subdivisions de l'Azerbaïdjan. Sa capitale se nomme Sabirabad.
Sabirabad est une province d'Azerbaïdjan dont la capitale se situe au confluent du fleuve Koura et de la rivière Araxe. Sabirabad en est le centre administratif. La zone basse dépend de canaux et de barrages dont les dégâts en 2010 ont provoqué des inondations dans le lac Sarisu et les villages de la région[réf. nécessaire].
Il existe des collèges d'enseignement socio-économique, des lycées professionnels, 85 écoles d'enseignement général, 22 écoles maternelles et des établissements d'enseignement extrascolaire. 126 établissements de santé et 77 établissements de santé desservent la population. La base de l'économie de la région est l'agriculture et l'industrie.

## Historique
La région de Sabirabad est riche en monuments et en établissements anciens. À la suite des fouilles dans le district, on trouve des nécropoles antiques ainsi que des colonies appartenant à V-I, V-II et I BC, à Surra, Javad, Abdulyan, Garatepe, Guruzma, Garagashil, Bulagli, Zangana et Galagayin. Les matériaux qui ont été trouvés dans la place Shahargah du village. Ils montrent que les découvertes anciennes appartiennent aux XIe – XIIe siècles. Historiquement, certaines nations ont attaqué les terres de Mughan connues sous le nom de «Khaver zemin», «terre de Guneshli». Cependant, toutes ces attaques ont été repoussées. Depuis ce temps, le terme «Khaver Zamin» a remplacé avec Galagayin. Actuellement, le district de Sabirabad possède le village de Galagayin.
Des recherches archéologiques ont été menées à Sugovushan où Kura Araz est situé dans la partie nord de Mugan, éclairant sur l'histoire, le ménage et les fermes de la région. Le territoire du district de Sabirabad est historiquement inclus dans la plaine de Mughan. Dans les temps anciens de Mughan, Midian, c'était l'état d'Atropathena qui s'y trouvait au IVe siècle. L'Albanie du Caucase a couvert le territoire de la partie sud de la partie kurde avec une partie de la Koura avec l'Araxe depuis la pointe de Khazar, y compris le territoire de l'actuel district de Sabirabad. Mugan est l'une des régions où les premiers systèmes d'irrigation sont formés. Au troisième millénaire avant notre ère, la principale occupation de la population vivant ici était l'agriculture et l'élevage. Ici l'artisanat et le tissage de tapis ont été largement développés. Dans les artefacts de l'âge du bronze, les cubes garnis et en forme de poire sont attirés par l'attention. La plupart d'entre eux ont été utilisés à des fins économiques. Certaines des nombreuses tombes de cubes trouvées dans les fouilles archéologiques sont arrondies. Ces cubes appartiennent à la production domestique. Des quantités importantes de poteries ont été trouvées dans les établissements médiévaux de la région. Dans des sources écrites, des informations précieuses ont été données sur la production de tapis, de sacs, de sacoches et de palais à Mughan. Des matériaux de Numuzmatik ont été trouvés dans la ville, qui a été trouvée près du village de Zanganne du district. En 1926, il a été découvert que les pièces de monnaie, qui ont été trouvés dans la même zone que le «trésor de Sabirabad» dans l'histoire de l'Azerbaïdjan, appartenaient à Shirvanshah-Kesrani. Ces unités appartiennent à I Axistana (fin du XIIe siècle), II Togrula (1177-1194), II Farubuz. L'argent appartenant à Eldegiz et Shirvanshah dans cette région a été découvert plus tard. Au IXe siècle, à la suite de l'affaiblissement du califat arabe, plusieurs états féodaux indépendants sont apparus en Azerbaïdjan. Il y a aussi un état féodal relativement petit, tel que Mughanshalik. Les sources arabes de cette époque indiquent que Mughan Allan Shah (Amukhan Shah) était au pouvoir à l'époque des Sassanides et Mughan était inclus dans le califat arabe. Les terres de Javad, qui sont une partie importante des terres historiques modernes de Sabirabad, ont fait partie de l'état de Sacids au cours des IXe – Xe siècles, au milieu du Xe siècle et des Salaris (941-981) au milieu du XIe siècle dans l'état mazidien. Bien que Javad faisait partie de l'état de Shirvanshah au XVe siècle, des changements fréquents ont eu lieu à ce moment-là. La majorité des terres de Mughan ont été incluses dans l'état de Garagoyunlu, puis les états d'Aggoyunlu et de Safavid en 1410-1468. Javad au XVIIe siècle inclus le beylerbeyi Shirvanshahlar, la partie ouest de Mughan a été inclus dans le beylerbeyi Garabagh. Javad, le plus grand village du district, a été une ville historique, et son nom provient du XVIe siècle. Située au confluent de la Koura et de l'Araxe, Javad était l'une des principales villes des bey Shirvan et, dans le cadre de l'État safavide, elle était une terre d'art et de commerce. Un historien éminent, Abbasqulu Bakikhanov, écrivait à Gulistani-Iram: «En 1606, Shah Abbas s'installa à Cavada (un village près de Kura d'Araz) en Azerbaïdjan, mais après quelques difficultés, le Shah se rendit à Shamakhi, qui était gratuit. Après avoir résolu tous les problèmes de Shah Abbas à Chirvan et au Daghestan, Ali Bey confia à Javanshir la tâche de ponton sur le fleuve Koura pour transporter des troupes à Ardabil. Pendant la guerre entre les Safavides et les Ottomans, Cavad fut occupée par les Ottomans, en 1607. Les Ottomans ont dissous le bassin de Javad pour empêcher les Safavides d'entrer dans Shirvan. Abbasqulu Bakikhanov a écrit dans son ouvrage "De l'histoire des khanats de Bakou": "Le 15 janvier 1148 (dans le nouveau calendrier de 1736), Nadir a déterré des tribus au Daghestan et est revenu au camp près du passage Javad dans la plaine de Mughan. Après plus d'un mois de dispute entre les ancêtres, Nadir fut proclamé roi le 25 février 1148 (1736). "Dans les années 40 du XVIIIe siècle, le pouvoir de Nadir Shah et de Perses persans ont été dévastés et formé 17 khanats. Dans les petits khanats, le khanat de Cavad était particulièrement remarquable. Le centre de ce khanat était Javad. Le territoire principal du khanat était sur la rive droite du fleuve Koura, et une petite partie était sur la rive gauche de la rivière. Le plus grand village du district est Javad qui a été une ville historique. Javad a été un centre du khanat de Javad. Javad est devenu une partie du khanat de Guba en 1768. Quand l'Azerbaïdjan est devenu une partie de la Russie, un certain nombre de Russes ont été installés à Javad. Le quartier a été nommé Petropavlovka en 1888. Après avoir rejoint la Russie le 1er mai 1920, Petropavlovsk a commencé à fonctionner pour la première fois en tant que nouvel organe de l'État du Comité révolutionnaire des accidents de Salyan. Du 1er mai 1921 au 8 avril 1929, la région de Sabirabad fonctionnait sous le nom de district Petropavlovsk de Salyan. Le 8 avril 1929, lors de l'écrasement du VIe Congrès soviétique, il fut appelé le district de Petropavlovsk, dans le district de Mughan. Le 8 août 1930, selon la décision 476 du Comité exécutif central, le système du comté a été aboli et Peropavlovka est devenu un district indépendant.
Le 7 octobre 1931, Petropavlokva a été renommé après le célèbre poète satirique azerbaïdjanais M.A. Sabir avec le décret du Comité exécutif central d'Azerbaïdjan. Depuis 1959, le district s'appelle Sabirabad.

## Géographie
Le raion borde Kurdamir dans le nord sur une distance de 30 km, Shamakhi dans le nord-ouest sur une distance de 5 km, Shirvan dans le sud sur une distance de 24 km, Salyan dans le sud-ouest pour un distance de 48 km, Bilasuvar dans le sud sur une distance de 18 km, Saatly à l'est sur une distance de 136 km et Imishli sur une distance de 8 km. Sa longueur du nord au sud est de 66 km et de l'est à l'ouest de 24 km. Une partie du territoire du rayon se trouve sur la rive droite du fleuve Koura, dans la plaine de Shirvan.

## Les villages
Akhmazkend, Ali-Muratly, Axısxa, Axtaçı Muğan, Axtaçı, Azadkənd, Bagyrtugay, Bala Haşimxanlı, Balakənd, Balvar, Beşdəli, Bëyukkend, Bulaqlı, Bulduq, Bunyadly, Cavad, Cəngan, Çiçəkli, Çığırğan, Çöl Ağaməmmədli, Çöl Beşdəli, Çöl Dəllək, Dadaşbəyli, Dokshin, Dzhanarly, Əhmədabad, Əlicanlı, Əliləmbəyli, Əsədli, Əsgərbəyli, Ətcələr, Gez-Agzy, Gomuşçu, Güdəcühür, Hacıbəbir, Haşımxanlı, Həsənli, Karakyullug, Khila Mirzali, Kichik Kovlyar, Kovlar, Kürkəndi, Malyy Talysh, Mam, Maramly, Məmişlər, Minbaşı, Moranlı, Mugan Gəncəli, Muradbəyli, Mürsəlli, Narlıq, Nərimankənd, Nəsimi, Nizami, Novodonetskoye, Nuraly-Kend, Obyedinenka, Osmanlı, Poladtuğay, Galagain, Qaraağac, Qaragünə, Qaralar, Qaralı, Qaraqaşlı, Qaratəpə, Qaratuğay, Qardaşkənd, Qasımbəyli, Qəfərli, Qəzli, Quruzma, Rüstəmlı, Salmanli, Sarxanbəyli, Şəhriyar, Six Salahlı, Şıxlar, Suqovuşan, Surra, Türkədi, Ulacalı, Xankeçən, Xəlfəli Yastıqobu, Yaxa Dəllək, Yenikənd, Yolçubəyli, Yuxari Axtaçı, Zal qaraağac et Zəngənə.

## Galerie

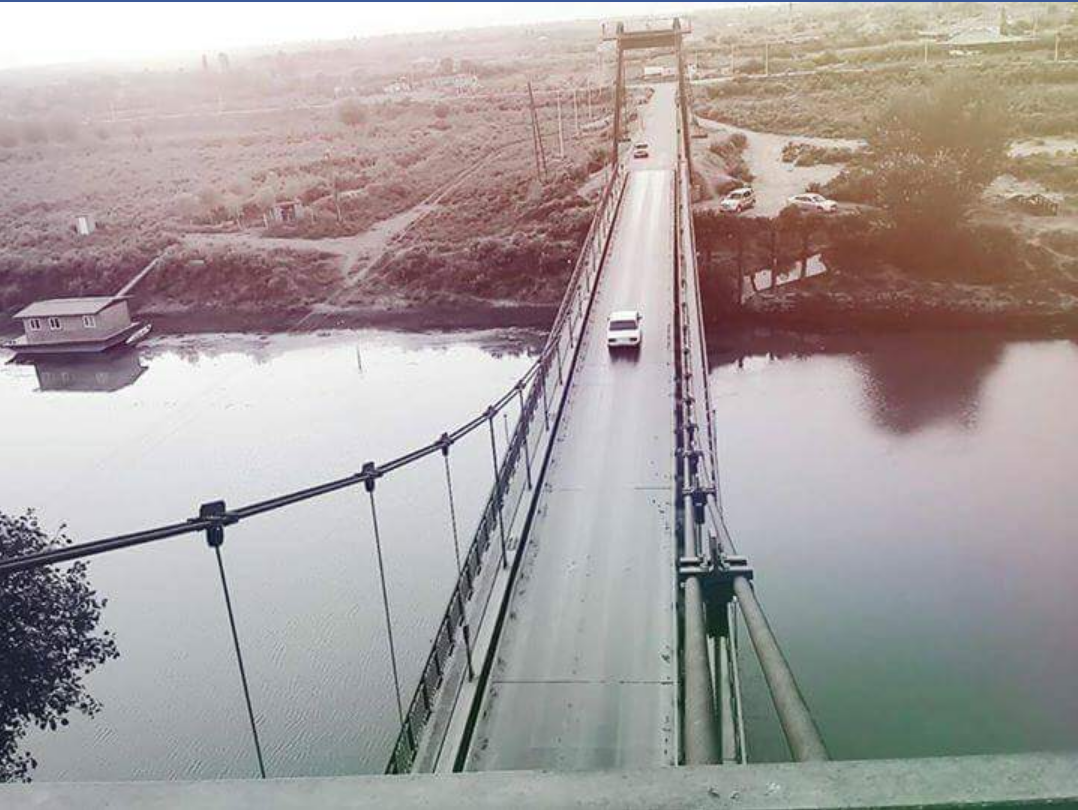

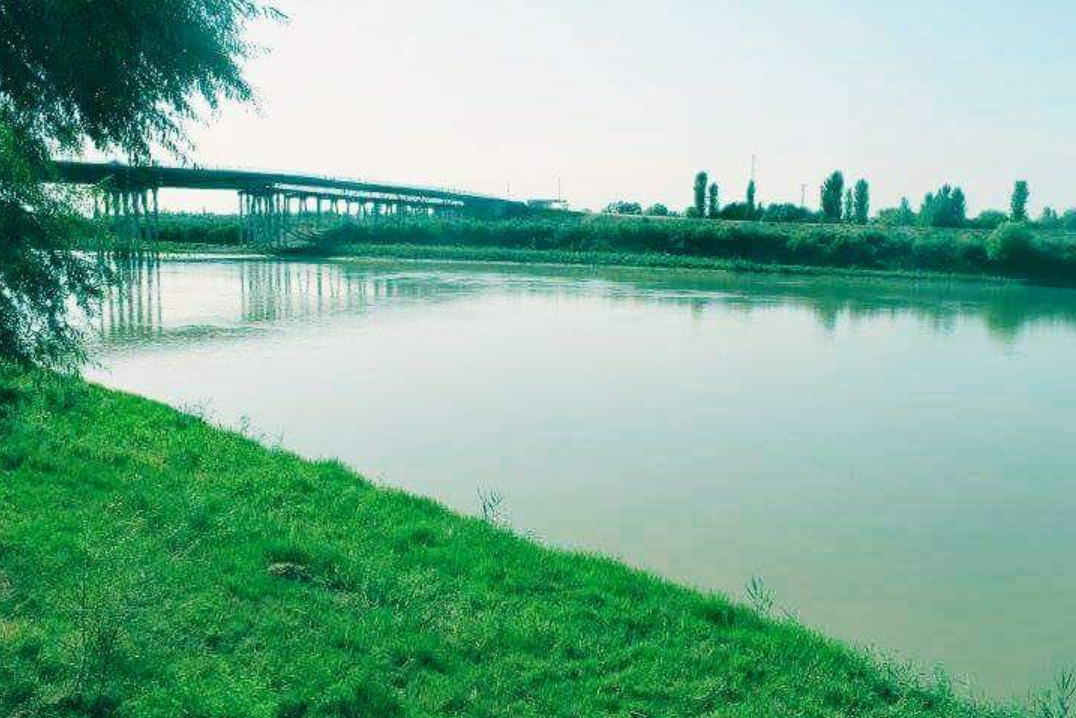

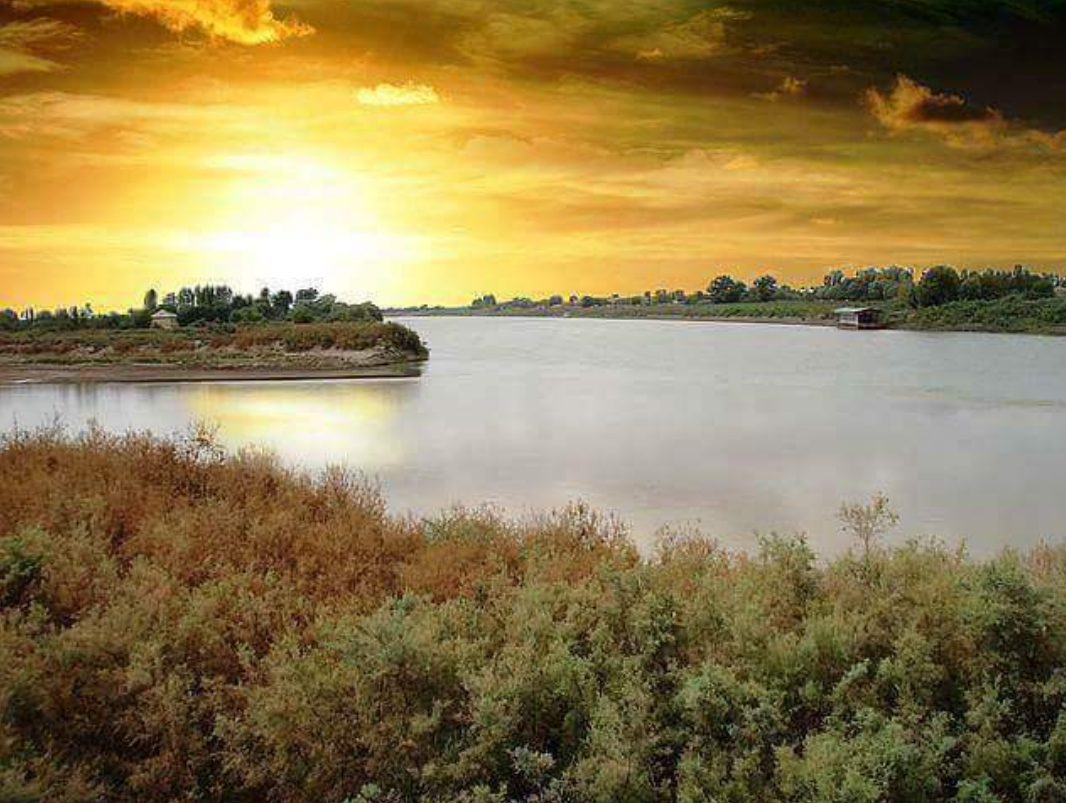

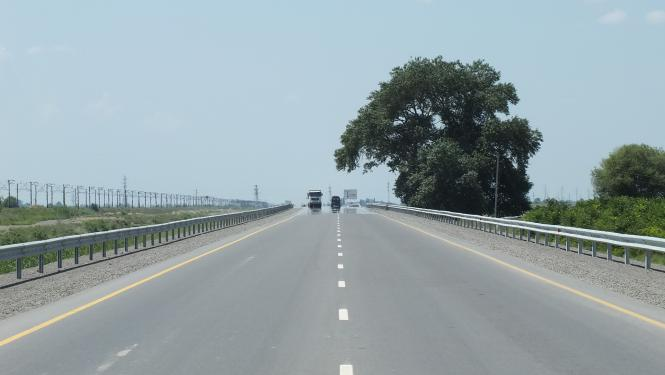